# John Capel
John Capel (* 27. října 1978 Brooksville, Florida) je bývalý americký atlet, sprinter, mistr světa v běhu na 200 metrů z roku 2003.
Jako student University of Florida v Gainsville se nejdříve věnoval americkému fotbalu, od roku 2000 se zaměřil na atletické sprinty. Na olympiádě v Sydney v tomto roce startoval v běhu na 200 metrů a obsadil zde osmé místo. Největší úspěch pro něj znamenal start na mistrovství světa v roce 2003 v Paříži. Zvítězil zde v běhu na 200 metrů, druhou zlatou medaili vybojoval jako člen vítězné štafety USA na 4 × 100 metrů. O dva roky později získal na světovém šampionátu bronzovou medaili v běhu na 200 metrů.
Při dopingové kontrole v únoru 2006 u něj byla zjištěna přítomnost nedovolených prostředků (kanabinoidy) Byl potrestán zákazem činnosti na dva roky.

## Osobní rekordy
- 100 metrů – 9,95 – 2004
- 200 metrů – 19,85 – 2000
- 60 metrů (hala) – 6,48 – 2000